# Rhinolophus philippinensis
Rhinolophus philippinensis е вид прилеп от семейство Подковоносови (Rhinolophidae). Видът не е застрашен от изчезване.

## Разпространение и местообитание
Разпространен е в Австралия, Източен Тимор, Индонезия, Малайзия, Папуа Нова Гвинея и Филипини.
Обитава гористи местности и пещери в райони с тропически климат, при средна месечна температура около 23,7 градуса.

## Описание
Теглото им е около 10,9 g.